# Bonito (ort i Brasilien, Mato Grosso do Sul)
Bonito är en ort i Brasilien.   Den ligger i kommunen Bonito och delstaten Mato Grosso do Sul, i den södra delen av landet, 1 100 km sydväst om huvudstaden Brasília. Bonito ligger 306 meter över havet och antalet invånare är 14 504.
Terrängen runt Bonito är lite kuperad. Det finns inga andra samhällen i närheten.
Omgivningarna runt Bonito är huvudsakligen savann. Runt Bonito är det mycket glesbefolkat, med 4 invånare per kvadratkilometer.